# 364 f.Kr.

## Händelser

### Efter plats

#### Grekland
- Efter att ha råtts till det av sin militäre ledare Epaminondas låter staden Thebe bygga en flotta på 100 triremmer för att bekämpa Aten. Thebe krossar sin boeotiska rival Orkhomenos.
- Filip II av Makedonien, bror till landets kung, återvänder till sitt hemland efter att ha hållits som gissland i Thebe i fem år.
- Den thebiska armén (under statsmannen och generalen Pelopidas befäl) besegrar Alexander av Ferai i slaget vid Kynoskefalai i Thessalien, men Pelopidas stupar i slaget. Som ett resultat av att han förlorar detta slag tvingas Alexander av Thebe att erkänna de thessaliska städernas frihet, att begränsa sitt styre till Ferai och gå med i det boeotiska förbundet.
- Spartanerna under Arkidamos III:s befäl besegras av arkadierna vid Kromnos.
- Den atenske generalen Ifikrates misslyckas med ett försök att erövra Amfipolis. Då han återvänder till Thrakien kämpar Ifikrates för sin svärfar (den thrakiske kungen Kotys I) mot Aten för äganderätten till det thrakiska Kersonese. Kotys I blir segerrik och kontrollerar därmed hela Kersonesehalvön.
- Timofanes tar, tillsammans med ett antal kollegor (inklusive hans bror Timoleion), över Korinths akropolis och han gör sig själv till stadens härskare. Senare gör Timoleion, efter ineffektiva protester, det taktiska draget att godkänna att kollegorna avrättar Timofanes för sina handlingar.

#### Kina
- Den kinesiske astronomen Gan De från staten Qi sägs ha upptäckt planeten Jupiters måne Ganymedes.

## Avlidna
- Pelopidas, thebisk statsman (stupad vid Kynoskefalai)